# Ekvidistans

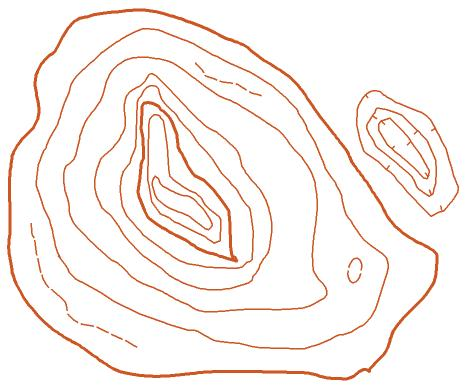
Ekvidistansen anger höjdskillnaden mellan två höjdkurvor (bruna). Om ekvidistansen är 5 meter har kullen till vänster en stigning på 8×5 = 40 m. Var femte höjdkurva är extra markerad, vilket gör det enkelt att snabbt avläsa större höjdskillnader. De streckade kurvorna är så kallade hjälpkurvor som är 2,5 meter mellan höjdkurvorna för att visa ytterligare aspekter av terrängen. Kurvorna till höger har ett tvärstreck som betyder att de utgör en grop.

Ekvidistansen anger likhet i avstånd, alltså det vinkelräta avståndet mellan två punkter, alternativt höjdskillnaden mellan två höjdkurvor på en karta.
Lantmäteriets karta med skalan 1:50 000 har ekvidistansen 5 meter, 10 meter i Norrlands inland och 20 meter i fjälltrakterna.
På fjällkartor är ekvidistansen 10 eller 20 meter beroende på skala. 
På orienteringskartor är det vanligast med en ekvidistans på 5 meter, men även 4 och 2,5 meter förekommer. På kartor för sprintorientering som oftast genomförs i parker och bland bebyggelse är ekvidistansen 2 meter.